# Dison Sport
Dison Sport was een Belgische voetbalclub uit Dison. De club was bij de KBVB aangesloten met stamnummer 63. De club was een van de oudere clubs van het land, maar speelde in haar bestaan nooit in de nationale reeksen. Dison Sport verdween in 2000.

## Geschiedenis
De club werd opgericht tijdens de Eerste Wereldoorlog, in juni 1915, en sloot zich een jaar later aan bij de Belgische Voetbalbond als Cercle Sportif Disonnais. Omstreeks 1924 werd de clubnaam gewijzigd in Dison Sport. De club speelde in de regionale reeksen.
In 1951 werd de club koninklijk en de naam werd Royal Dison Sport. Dison bleef in de provinciale reeksen voetballen. In 1999 promoveerde de club naar de Luikse Tweede Provinciale, maar lang bleef men daar niet spelen. In 2000 fusioneerde men immers met het naburige RCS Verviétois (Royal Club Sportif Verviétois) uit Verviers. Die oude club was bij de Voetbalbond aangesloten met stamnummer 8 en speelde in de nationale reeksen. De fusieclub speelde verdere als Royale Entente Dison Verviers met stamnummer 8 en stamnummer 63 verdween definitief. Al gauw zou de aanduiding "Dison" verdwijnen uit deze naam. Men ging in Dison immers weer zelfstandig voetballen in 2002. De fusieclub ging verder als Royal Cercle Sportif Verviétois en in Dison werd een nieuwe club opgericht, Stade Disonais, dat zich bij de KBVB aansloot met stamnummer 9410 en van start ging in de laagste provinciale reeksen.